# Jasmine Campbell
Jasmine Jade Ariel Lyons Campbell (* 11. August 1991 in Saint John, Amerikanische Jungferninseln) ist eine alpine Skirennläuferin von den Jungferninseln.

## Werdegang
Campbell startete ihre Ski-Alpin-Karriere beim Hailey-Ski-Team in Hailey (Idaho); bevor sie 2007 zur Sun Valley Ski Education Foundation in Sun Valley wechselte. Seit dem Winter 2006/2007 nimmt sie für das Team an den Wettbewerben der Fédération Internationale de Ski (FIS) teil und konnte am 11. Dezember 2013 ihrem bislang größten Erfolg in einem FIS-Skiwettbewerb erringen. Sie errang in einem Rennen im Beidahu Ski Resort in Changchun in der Provinz Jilin den zweiten Platz.
Campbell nahm im Februar 2014 an den Olympischen Winterspielen in Sotschi teil. Bei den Spielen hatte Campbell als einzige Vertreterin ihres Landes automatisch die Ehre, bei der Eröffnungsfeier die Fahne ins Olympiastadion zu tragen. Sie trat bei den Spielen in den Disziplinen Slalom und Riesenslalom an. Ihr Vater John Campbell war bei den Olympischen Winterspielen 1992 in Albertville in der Disziplin Riesenslalom gestartet.

## Privates
Jasmine Campbell wurde als Tochter des Slaloms- und Olympiateilnehmers John Campbell und dessen Frau, der Langläuferin Jennifer Lyons Campbell, in Saint John geboren. Ihre Mutter sollte die Amerikanischen Jungferninseln ebenfalls bei den Olympischen Spielen in Albertville vertreten, sie musste jedoch aufgrund der Schwangerschaft mit Jasmine darauf verzichten. Bis zu ihrem neunten Lebensjahr lebte Jennifer Campbell in Saint John und besuchte anfangs dort die Saint John’s School. 2000 wanderte ihre Familie nach Idaho aus, wo sie in Sun Valley aufwuchs. Dort besuchte sie von 2005 bis 2008 die in Boise beheimatete Boise High School, sowie 2009 die Verde Valley School in Sedona, Arizona. Nach ihrem Abschluss im Jahr 2009 schrieb sie sich am Whitman College in Walla Walla (Washington) ein.